# Lophotavia nigrocyanea
Lophotavia nigrocyanea är en fjärilsart som beskrevs av Joannis 1906. Lophotavia nigrocyanea ingår i släktet Lophotavia och familjen nattflyn. Inga underarter finns listade i Catalogue of Life.